# Руси
Руси́ (фр. Roucy) — коммуна во Франции, находится в регионе Пикардия. Департамент коммуны — Эна. Входит в состав кантона Гиньикур. Округ коммуны — Лан.
Код INSEE коммуны — 02656.

## Население
Население коммуны на 2010 год составляло 404 человека.
| 1962 | 1968 | 1975 | 1982 | 1990 | 1999 | 2010 |
| ---- | ---- | ---- | ---- | ---- | ---- | ---- |
| 253  | 223  | 249  | 293  | 281  | 329  | 404  |

## Экономика
В 2010 году среди 254 человек трудоспособного возраста (15—64 лет) 191 были экономически активными, 63 — неактивными (показатель активности — 75,2 %, в 1999 году было 73,8 %). Из 191 активных жителей работали 175 человек (93 мужчины и 82 женщины), безработных было 16 (9 мужчин и 7 женщин). Среди 63 неактивных 24 человека были учениками или студентами, 21 — пенсионерами, 18 были неактивными по другим причинам.